# Хроника Альфонсо III
Хро́ника Альфо́нсо III (лат. Chronica Adefonsi tertii regis) — раннесредневековая латиноязычная хроника, описывающая историю Пиренейского полуострова со времён короля вестготов Вамбы до конца правления короля Астурии Ордоньо I. Получила название по имени своего предполагаемого автора, короля Альфонсо III Великого. Сохранилась в двух редакциях — «Хронике Роды» и «Себастианской (или Овьедской) хронике». Вместе с «Хроникой Альбельды» и «Пророческой хроникой» входит в так называемый «цикл хроник эпохи Альфонсо III».

## Описание

### Этапы создания хроники
Обе редакции «Хроники Альфонсо III» дошли до нашего времени в поздних копиях. Наиболее старой является рукопись «Хроники Роды», сохранившаяся в созданном в конце X — начале XI веков «Кодексе Роды». Оба текста предваряются посвящениями королям Леона: «Себастианская хроника» — Гарсии I, «Хроника Роды» — его преемнику на престоле, Ордоньо II. Несмотря на это, предполагается, что «Хроника Роды» является первоначальным вариантом «Хроники Альфонсо III», в то время как «Себастианская хроника» — её позднейшей переработкой.
Время создания «Хроники Альфонсо III», вероятно, относится к 887—888 годам, так как в ней как о недавнем событии упоминается о заселении города Визеу. Местом составления считается Овьедо на основании того, что в хронике дважды употребляется речевой оборот «здесь» (лат. hanc) в отношении этого города. По вопросу авторства среди историков идут дискуссии. Некоторые из них считают автором хроники короля Альфонсо III, основываясь на фразе о заселении Визеу по приказу автора хроники. Однако другие исследователи считают, что так как точно неизвестно, по чьему приказу был заселён этот город, автором хроники мог быть и не король, а один из высокопоставленных придворных или церковных иерархов. Компромиссной является версия, согласно которой, хроника была составлена в королевском скриптории Овьедо под непосредственным контролем монарха. После создания текста, лёгшего в основу написанной на грубой латыни «Хроники Роды», Альфонсо III направил его некоему «епископу Себастиану», чтобы тот проверил упоминаемые факты, а также исправил слог хроники. Этот Себастиан, которого идентифицируют или с епископом Оренсе Себастианом, или с племянником короля, епископом Саламанки Себастианом I, переложил хронику на литературный латинский язык, а также внёс несколько уточнений, вероятно, более точно отражавших настроения придворных кругов Астурийского королевства конца IX века. По имени этого корректора редакция исправленной им хроники получила название «Себастианской». Предполагается, что существующие теперь тексты «Хроники Роды» и «Себастианской хроники» были в последний раз отредактированы в первой четверти X века.
Источники, послужившие основой сведений для «Хроники Альфонсо III», точно не установлены. Вероятно, одним из них была ныне утраченная хроника, следы использования которой также прослеживаются и в созданной в первой половине 880-х годов «Хронике Альбельды». Некоторые историки считают, что автор «Хроники Альфонсо III» был знаком с текстами «Хроники вестготских королей» и «Пророческой хроники» и использовал их в своей работе.
Первое печатное издание «Хроники Альфонсо III» было осуществлено в середине XVIII века в Испании.

### Текст хроники
Как предполагается, главной целью создания «Хроники Альфонсо III» было намерение автора показать право королей Астурии на преемственность престола правителей королевства вестготов, которое в конце IX века в придворных кругах считалось наивысшей степенью развития государственности на территории Пиренейского полуострова.
«Хроника Альфонсо III» начинается с описания восшествия на престол короля вестготов Вамбы. Также как и его преемники, Эрвиг и Эгика, этот монарх очень высоко оценивается автором хроники, в то время как деятельность Витицы и Родериха описывается только с критической точки зрения. Два последних правителя названы непосредственными виновниками падения королевства вестготов, произошедшего в ходе завоевания арабами Пиренейского полуострова. В этой части «Хроники Альфонсо III» находится ряд уникальных сведений, однако некоторые имеющиеся в ней сообщения хронологического характера содержат ошибки.
Рассказывая о правлении первого короля Астурии, Пелайо, «Хроника Роды» и «Себастианская хроника» приводят разные версии процедуры его избрания. Согласно первой из них, Пелайо был избран на народном собрании свободными астурийцами, согласно второй — уцелевшими после арабского завоевания членами двух вестготских королевских семей. Также «Себастианская хроника» уделяет особое внимание родственным связям нового монарха с предыдущими правителями вестготов. Сообщение «Хроники Альфонсо III» о битве при Ковадонге — наиболее подробное свидетельство раннесредневековых испано-христианских источников об этом событии.
О непосредственных преемниках Пелайо «Хроника Альфонсо III» рассказывает очень кратко. Намного более подробно освещается деятельность королей Альфонсо I, Рамиро I и Ордоньо I. Главная тема рассказов об этих правителях — их успешная борьба с маврами, в том числе, с главой мувалладской семьи Бану Каси Мусой II ибн Мусой, называвшим себя «третьим королём Испании». При этом хроника ничего не сообщает о поражениях, которые в это время наносили астурийцам мусульмане. Хроника заканчивается сообщением о восшествии на престол Астурии в 866 году короля Альфонсо III.

### Значение хроники
Сведения из «Хроники Альфонсо III» использовались в некоторых позднейших средневековых сочинениях, например, в «Хронике Силоса» и «Хронике Нахеры», а также в трудах Луки Туйского и Родриго Хименеса де Рады.
Вместе с «Хроникой вестготских королей», «Арабо-византийской хроникой 741 года» и «Мосарабской хроникой 754 года», «Хроника Альфонсо III» является одним из основных источников по поздней истории королевства вестготов и арабскому завоеванию Пиренейского полуострова, а в комплексе с «Хроникой Альбельды» и «Пророческой хроникой» — главным испано-христианским источником по истории Астурийского королевства.

## Издания
На английском языке:
- Conquerors and Chroniclers of Early Medieval Spain // The Chronicle of Alfonso III / Wolf K. B. — Liverpool: Liverpool University Press, 1999. — P. 161—177. — 205 p. — ISBN 978-0853235545.

На испанском языке:
- Gil Fernández J., Moralejo J. L., Ruiz de la Reña J. I. Crónica de Alfonso III. — Universidad de Oviedo, 1985. — P. 323. — ISBN 978-8460044055.

На русском языке:
- «Хроника Альфонсо III» (из цикла астурийских хроник конца IX в.) // Памятники средневековой латинской литературы. X—XI века  / отв. ред. Касьян М. С. — М.: Наука, 2011. — С. 248—269. — ISBN 978-5-02-037373-0.
- Хроника Альфонсо III. Восточная литература. Дата обращения: 16 июля 2011.